# Amalia Gómez del Corral
Amalia Gómez del Corral (Roquetas de Mar, 1898-?) va ser una llevadora espanyola, víctima de la Repressió franquista.

## Trajectòria
Durant anys va residir a Roquetas de Mar(província d'Almeria) on exercia de llevadora particular fins que, a mitjans dels anys trenta, va ser acusada d'intrusisme professional per la llevadora titular, Carmen Ruiz Ortega. Llavors es va traslladar a Adra, on va continuar la seva feina, inscrita en el Col·legi de llevadores de Granada. Malgrat la seva ideologia d'esquerres no havia militat mai en cap partit polític ni sindicat, però en començar la Guerra civil espanyola, es va afiliar a la Societat de llevadores de la Unió General de Treballadors (UGT).
A  Adra, el seu domicili estava situat a la zona del Cerro de las Cruces però, en considerar que era un lloc poc adequat per a exercir la seva professió, va sol·licitar al Comitè Revolucionari (en aquells moments Govern provisional) una de les cases que havien estat confiscades arran del Cop d'estat del 18 de juliol que havia portat Espanya a la guerra civil. Després de la derrota del Bàndol Republicà, va ser denunciada per l'amo d'aquella casa.
El 29 de juny de 1939 va ser detinguda i ingressada preventivament a la presó. El febrer de 1940 va començar la instrucció del sumari 10.692 al jutjat militar de Berja. El 21 de maig de 1941 va ser sotmesa a un Consell de Guerra en el qual va ser acusada de participar en el saqueig de l'habitatge d'Arturo Utrera i de mantenir vincles amb els dirigents republicans. Malgrat les acusacions, les autoritats locals de Roquetas de Mar van avalar la seva bona conducta, igual que Federico Utrera Cuenca, germà del denunciant. No obstant, va ser condemnada a 14 anys, 8 mesos i un dia de reclusió per "Auxili a la Rebel·lió", amb inhabilitació absoluta. Va estar internada en les presons de Berja i d'Almeria. El tribunal havia recomenat commutar la pena a 3 anys i un dia, descomptant el temps ja complert a la presó preventiva.
Va reingressar a la presó de Melilla a l'octubre de 1955 sortint en llibertat el 20 de febrer de 1956 i reingressant a la mateixa presó el 22 de març de 1957.

## Causes de la repressió
El paper singular de les llevadores va fer que fossin un col·lectiu especialment castigat, ja que, a diferència de la majoria de dones, les llevadores posseïen uns nivells educatius superiors i exercien un rol crucial en la salut reproductiva femenina. Això les va situar en un lloc controvertit per al règim franquista, ja que la seva influència es podia considerar una amenaça per a la moralitat i l'ideal de dona submisa promogut per Estat.
A més, la seva independència econòmica les apartava del model tradicional. La seva implicació en pràctiques com la contracepció o els avortaments, les convertia en figures encara més perilloses per als valors defensats pel règim, que buscava una regeneració moral i demogràfica del país. Aquesta particularitat també va afectar els col·lectius de mestres i professors, vistos com a potencials agents d'influència ideològica contrària al règim.